# 疾風同心
『疾風同心』（はやてどうしん）は1978年9月20日から1979年3月14日に東京12チャンネルの水曜夜9時枠で放送された和田浩治主演のテレビ時代劇。全26話。TBS系ドラマ『大岡越前』で和田が演じて人気のあった同心・風間駿介を主人公にしたスピンオフ作品。日本のテレビドラマでは数少ないスピンオフの草分けにして典型例である。
また、続編の『八丁堀暴れ軍団』が1979年3月21日から1979年6月13日に東京12チャンネルで放送された。
本項では、その『八丁堀暴れ軍団』についても併せて記述する。

## 疾風同心

### 概要
南町奉行所の定町廻り同心・風間駿介が、配下の岡っ引きである「すっとびの辰三」（高橋元太郎）と共に江戸に巣食う悪党たちに立ち向かう。
オリジナル作品からは、和田浩治・高橋元太郎の他、大坂志郎らが出演している。
なお、オリジナル作品で村上源次郎を演じた大坂志郎のみ役名に変更があり、村瀬源兵衛となっている。（家紋は同じ「木の字」紋。）また『大岡越前』では妻と娘・千春が他界した設定が、寡夫暮らしだが娘の香織がいる設定に変更されている。なお、香織を演じた西崎みどりは、『大岡越前 第5部』第17話「帰って来た木鼠小僧」にてお芳役で大坂志郎と共演し、この話では、千春の若き日の姿をお芳に重ねるシーンがある。
他に、この作品では大岡忠相の存在は語られるが、南町奉行所を束ねる与力として、永野達雄演ずる小林勘蔵が登場する。「疾風」と異名をとり勇み足になりがちな駿介を叱咤激励する上役としての存在である。
基本的に『大岡越前』と同じ世界観を持つ作品ではあるが、登場人物等が一部異なるため、オリジナル作品とは全く異なる作品となっている。

### キャスト
- 風間駿介：和田浩治
- すっとびの辰三：高橋元太郎
- 村瀬源兵衛：大坂志郎（第1話～第3話、第6話～第8話、第10話～第14話、第16話、第18話～第24話、第26話）
- 香織：西崎みどり（第1話～第4話、第6話～第10話、第13話～第19話、第23話）
- 小林勘蔵：永野達雄（第1話～第2話、第4話～第6話、第8話～第9話、第11話、第13話～第17話、第19話、第21話、第25話～第26話）
- チョロ松：井上茂（第2話～第3話、第9話、第11話、第14話、第22話～第24話、第26話）
- おかね：正司歌江（第2話、第12話、第16話、第19話）

### スタッフ
- 原案：葉村彰子
- 脚本：葉村彰子、奥田貞一、奥山貞行、廣澤榮、大久保昌一良、皿田明、高階秋成、安藤日出男、櫻井康裕、芦沢俊郎
- 音楽：小川寛興
- 監督：山内鉄也、居川靖彦、皆川隆之、岡本靜夫、内出好吉
- ナレーター：芥川隆行
- 題字：益川進
- 特技：宍戸大全
- プロデューサー：西村俊一（C.A.L）、兼安昭丸（東京12チャンネル）
- 撮影：萩屋信、山岸長樹、原田裕平
- 照明：伊勢晴夫、真城喻、大谷康郎
- 録音：面屋竜憲、渡部芳丈、中川清
- 美術：鈴木孝俊、高見哲也
- 編集：河合勝巳、山田弘
- 記録：大原より子、川島庸子、満尾敦子
- 邦楽監修：中本敏生
- 助監督：上杉尚祺、金鐘守、高倉祐二、矢田清巳
- 衣裳：東京衣装
- 演技事務：山下義明
- 擬斗：上野隆三（東映剣会）
- 美粧・結髪：東和美粧
- 装置：青木茂雄、三浦公久
- 装飾：関西美工
- 小道具：高津商会
- プロデューサー補：新美隆雄（東京12チャンネル）
- 進行主任：山田勝、杉浦満洲男
- 現像：東洋現像所
- 協力：京都 大覚寺（第1話～第2話、第6話、第25話）
- 制作協力：東映
- 製作：東京12チャンネル、C.A.L

### 作品リスト
| 話数   | 放送日          | サブタイトル     | 脚本                  | 監督     | ゲスト | 備考                                                                |
| ------ | --------------- | ---------------- | --------------------- | -------- | --- | ------------------------------------------------------------------- |
| 第1話  | 1978年 09月20日 | 謎を呼ぶ唐人剣   | 葉村彰子              | 山内鉄也 | おらん：山口いづみ、肥前屋重兵衛：天津敏、早崎十次郎：深江章喜、 清兵衛：伊沢一郎、脇坂甲斐守：幸田宗丸、鉄平：西田良、胡蝶：山口朱実、 瓦版売り：遠山二郎、音松：岩尾正隆、小長井筑後守：金田龍之介          |                                                                     |
| 第2話  | 09月27日        | 殴り込み阿片地獄 | 葉村彰子              | 山内鉄也 | お冴：二本柳俊衣、西海屋宗右衛門：山岡徹也、氏家主水：外山高士、 及川順庵：酒井哲、伊蔵：山本一郎、島屋利兵衛：鈴木康弘                                                                                       | 辰三が荒物屋 の婆さんの2 階に間借りし ている設定 （大岡越前と共通） |
| 第3話  | 10月04日        | 涙の張り込み     | 葉村彰子              | 居川靖彦 | お縫：本阿弥周子、安次郎：河原崎健三、太吉：伊藤洋一、 弥三郎：中田博久、質屋の主人：中村錦司、虎姫の由兵衛：玉生司朗、 儀助：唐沢民賢、工藤：出水憲司                                                        |                                                                     |
| 第4話  | 10月11日        | 命をかけた手鎖旅 | 葉村彰子 奥山貞行     | 居川靖彦 | お仙：望月真理子、望月京太郎：五味龍太郎、徳次：佐藤允 |                                                                     |
| 第5話  | 10月18日        | 蘇えった父娘の絆 | 葉村彰子 奥山貞行     | 皆川隆之 | 喜八：浜田光夫、闇の親分：北村英三、仁三郎：牧冬吉、平吉：有川正治、 茂助：白井滋郎、半兵衛：加藤嘉、お駒：石川さゆり                                                                                         |                                                                     |
| 第6話  | 10月25日        | 女狐おぎん       | 廣澤榮                | 皆川隆之 | おぎん：真木洋子、長崎屋嘉兵衛：神田隆、車坂の又蔵：富田仲次郎、 伊八：清水宏治、政吉：阿波地大輔 |                                                                     |
| 第7話  | 11月01日        | 十手に賭けた友情 | 大久保昌一良          | 居川靖彦 | お清：早瀬久美、丹波屋与兵衛：岩田直二、お房：目黒幸子、伝次：黒部進、 お米：河東けい、玄六：笹木俊志、幸吉：新克利                                                                                           |                                                                     |
| 第8話  | 11月08日        | おもかげの怪盗   | 廣澤榮                | 山内鉄也 | 黒鍬の三五郎：木村功、菊枝：武原英子、おまさ：弓恵子、宗吉：木村元、 清吉：花上晃、竹造：下元年世、佐八：成瀬正                                                                                               |                                                                     |
| 第9話  | 11月15日        | 狙われたドジな奴 | 葉村彰子 大久保昌一良 | 居川靖彦 | 韋駄天の馬助：谷幹一、南海屋栄左衛門：永井秀明、源八：江幡高志、 剛蔵：小田部通麿、徳兵衛：北見唯一、お六：滝奈保栄                                                                                           |                                                                     |
| 第10話 | 11月22日        | 辰三涙の殴り込み | 葉村彰子 皿田明       | 山内鉄也 | おたみ：三浦リカ、半兵衛：多々良純、留吉：田口計、清吉：楠年明 |                                                                     |
| 第11話 | 11月29日        | 消えた小判の秘密 | 葉村彰子 高階秋成     | 岡本靜夫 | 英次：待田京介、浜名屋弥助：武藤英司、銀造：原健策、政：中島正二、 鉄八：山本一郎、岡田平八：玉生司朗 |                                                                     |
| 第12話 | 12月06日        | 人情浮世絵ざんげ | 安藤日出男            | 内出好吉 | 浅吉：大門正明、おみね：磯村みどり、堺屋仙右衛門：西山嘉孝、 くちなわの紋次：山口幸生、猫目の久三：島米八、六助：筑波健、 おこん：小西由貴                                                                    |                                                                     |
| 第13話 | 12月13日        | 闇に泣く恐怖の面 | 安藤日出男            | 内出好吉 | おみつ：江夏夕子、新吉：永井秀和、くに：楠田薫、宇平：長谷川弘、 堀田勘助：成瀬正、露店の親爺：日高久、おもちやの主人：佐々山洋一、 おしげ：和泉敬子、手代風の男：新城邦彦、おちせ：小牧いづみ、 町娘：田中綾 |                                                                     |
| 第14話 | 12月20日        | 十年目のつぐない | 葉村彰子              | 皆川隆之 | お美津：服部妙子、伊助：吉田義夫、相模屋庄五郎：小林重四郎、 松蔵：唐沢民賢、戸倉仙十郎：有川正治 |                                                                     |
| 第15話 | 12月27日        | 盛り場の用心棒   | 櫻井康裕              | 皆川隆之 | 綾：浅野真弓、鳥越の清五郎：金井大、内海金太郎：谷幹一、了山：梅津栄、 古着屋：山村弘三、戸部：内田昌宏、羽田友之進：原田清人、 田所：千葉敏郎、居酒屋のおかみ：香月京子、おれん：山口朱実                    |                                                                     |
| 第16話 | 1979年 01月03日 | 初春悲願の仇打ち | 大久保昌一良          | 皆川隆之 | お冬：松坂慶子（特別出演）、鉄蔵：御木本伸介、大谷兵部：川合伸旺、 相模屋五兵衛：須藤健、小夜：清水めぐみ、伝六：北原将光、 青山玄蕃：田畑猛雄、番頭：北村光生、用人：邦保、弥次馬：浜田雄史                  |                                                                     |
| 第17話 | 01月10日        | お囃子お新       | 櫻井康裕              | 内出好吉 | お新：江波杏子、お糸：麻田ルミ、上州屋：嵯峨善兵、 宮原茂十郎：北原義郎、清吉：小林芳宏、かげろうの粂：重久剛、 浪人：池田謙治、梶山左門：丘路千、同心：森源太郎、 遊び人：細川純一                           |                                                                     |
| 第18話 | 01月17日        | 情けが仇の赦免船 | 芦沢俊郎              | 皆川隆之 | お糸：北林早苗、伊之吉：河原崎長一郎、阿修羅の銀造：伊達三郎、 勘太：稲吉靖司、大内玄馬：田中浩、飴屋：石倉英彦、お峰：宮本毬子                                                                               |                                                                     |
| 第19話 | 01月24日        | 恋を逆手の悪い奴 | 葉村彰子 高階秋成     | 内出好吉 | おせん：岡まゆみ、直次郎：長谷川明男、佐渡屋長兵衛：森幹太、 鉄蔵：灰地順、政八：岩尾正隆 |                                                                     |
| 第20話 | 01月31日        | 娘を狙う恐怖の牙 | 大久保昌一良          | 岡本靜夫 | 竜蔵：織本順吉、秀次：石田信之、お由：瞳順子、 天満屋宗右衛門：稲葉義男、朽木兵庫：川辺久造、勝三：牧冬吉、 お高：杉本真智子、鮫州屋剛兵衛：鈴木康弘、弥助：笹木俊志、 伝六：伝法三千雄                       |                                                                     |
| 第21話 | 02月07日        | 人質救出の罠     | 奥山貞行              | 岡本靜夫 | 浅吉：寺田農、大黒屋幸右衛門：増田順司、お光：久永智子、 大橋恒太郎：五味龍太郎、権造：出水憲司、寅次：新田章、 番頭：佐々山洋一                                                                              |                                                                     |
| 第22話 | 02月14日        | 途切れた記憶     | 大久保昌一良          | 松尾正武 | 留吉：工藤堅太郎、鬼火伝兵衛：山本麟一、甚兵衛：西山辰夫、 お袖：丸山秀美、彦八：山本一郎、仙太：浜伸二、 三次：岩尾正隆、番頭：堀内一市、奉行所小者：江原政一、 女中：中塚智子                               |                                                                     |
| 第23話 | 02月21日        | 女の罠に秘めた謎 | 高階秋成              | 松尾正武 | おみつ：奈三恭子、長次郎：大竹修造、三田村主水正：睦五郎、 宗右衛門：山岡徹也、お仙：町田祥子、伊助：大木正司、二八：広瀬義宣                                                                                 |                                                                     |
| 第24話 | 02月28日        | 恐怖の目撃者     | 大久保昌一良          | 岡本靜夫 | お絹：村地弘美、久治：石山律雄、木曽屋宗右衛門：永田光男、 小浜屋勘造：菅貫太郎、竜門の大蔵：福山象三 |                                                                     |
| 第25話 | 03月07日        | 傷だらけの恋     | 大久保昌一良          | 皆川隆之 | 孝助：渡辺篤史、おゆみ：三浦リカ、弥三郎：宗方勝巳、丹次：笹木俊志、 作右衛門：北村英三、又蔵：中田博久、大男：大橋壮多、大八：下元年世、 助左：大木晤郎                                                      |                                                                     |
| 第26話 | 03月14日        | 翔べ暴れん坊同心 | 葉村彰子              | 皆川隆之 | お登志：川崎あかね、柳原の徳蔵：近藤宏、聖天の吉五郎：汐路章、 磯貝十次郎：内田昌宏、番頭：柳川清、庄太：多賀勝、番太：重久剛、 伝次：宮城幸生、女将：三浦徳子                                                |                                                                     |

## 再放送
本作は2シリーズ共に本放送以降、長年再放送に恵まれない作品であったが、2015年5月から、CS・時代劇専門チャンネルにて『疾風同心』『八丁堀暴れ軍団』の2シリーズがHDリマスターで再放送された。いずれもBS・CSと言った衛星波やケーブルテレビでは初放送である。

## 前後番組
| 東京12チャンネル 水曜21時枠 | 東京12チャンネル 水曜21時枠 | 東京12チャンネル 水曜21時枠 |
| 前番組                      | 番組名                      | 次番組                      |
| --------------------------- | --------------------------- | --------------------------- |
| 柳生十兵衛                  | 疾風同心 八丁堀暴れ軍団     | 日本名作怪談劇場            |